# European Athletic Association
Die European Athletic Association (dt.: „Europäischer Leichtathletikverband“) (EAA), häufig auch als European Athletics bezeichnet, ist der europäische Kontinentalverband des Leichtathletik-Weltverbandes World Athletics. Der Vereinigung gehören zurzeit 51 Leichtathletikverbände an.
Sie ist einer von sechs nach Kontinenten aufgeteilten Gebietsverbänden von World Athletics.
Die EAA bezeichnet sich als eine von Regierungen unabhängige, nicht gewinnorientierte oder auch zeitlich limitierte Organisation, seit dem 1. Januar 2004 mit Sitz in Lausanne (Schweiz).

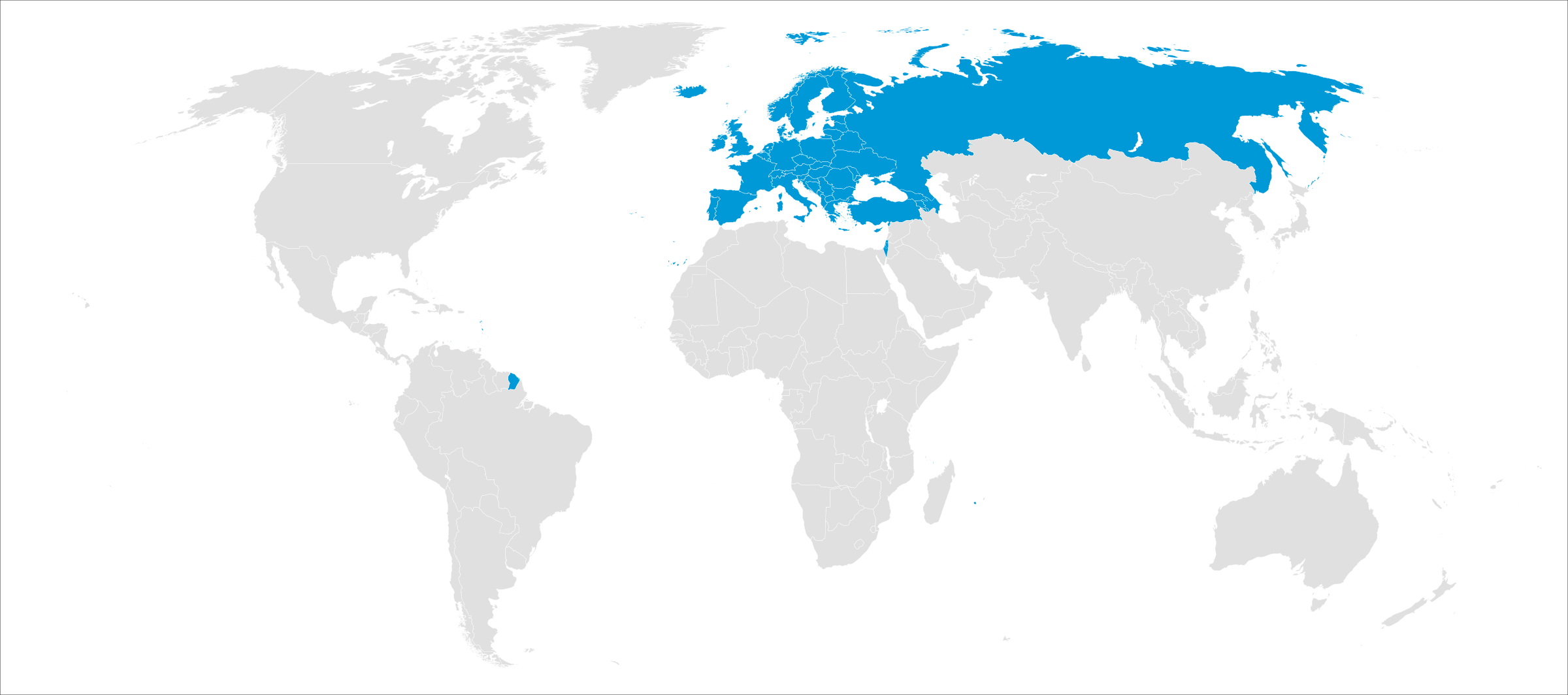
Die EAA im World-Athletics-Verbund

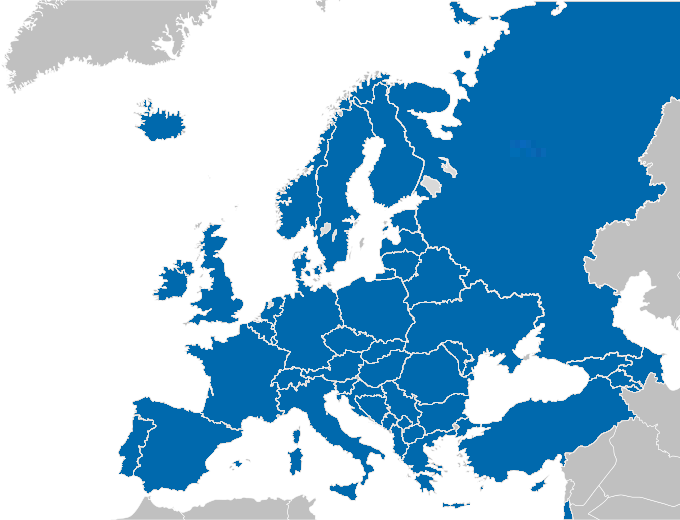
EAA-Mitglieder

## Geschichte

Logo der EAA bis 2019

Während einer Sitzung der IAAF (heute: World Athletics) in Los Angeles im Jahre 1932 wurde ein besonderer Ausschuss des Rates damit beauftragt, die Voraussetzungen für eine Organisation europäischer Meisterschaften zu prüfen. Der IAAF-Rat beschloss in einer Sitzung am 24. September 1933 in Berlin die Gründung eines europäischen Komitees mit Szilard Stankovits als Präsident. Die erste Sitzung fand am 7. Januar 1934 in Budapest statt, wobei die ersten europäischen Meisterschaften 1934 in Turin ausgetragen wurden.
Das europäische Komitee wurde bis 1966 von allen IAAF-Mitgliedern auf regelmäßig abgehaltenen Kongressen gewählt, außerdem übernahm es schrittweise die Organisation von anderen Wettkämpfen.
Auf einem formellen Treffen am 1. November 1969 in Bukarest wurde die Vereinigung der europäischen Mitglieder des IAAF gebildet. Deren Statuten wurden im August 1970 auf einem IAAF-Kongress in Stockholm bestätigt und traten auf dem ersten EAA-Kongress am 7. November 1970 in Paris in Kraft.

## Aufbau
Die EAA besteht aus den nationalen Leichtathletikverbänden Europas, die auch Mitglieder von World Athletics sind. Nur Vereinigungen, die World Athletics bekannt sind, können sich um die Mitgliedschaft bewerben und müssen dann auf einem EAA-Kongress durch Empfehlung der World Athletics bestätigt werden.

### Innere Organisation
Die EAA besteht aus:
- dem Kongress, deren Mitglieder innerhalb der Regeln von World Athletics die gesetzgebende Kraft und oberste Autorität der EAA darstellen,
- dem Rat, der für die Umsetzung der Beschlüsse des Kongresses verantwortlich ist und sich aus
  - dem Präsidenten,
  - zwei Vizepräsidenten,
  - dem Schatzmeister,
  - dem Generaldirektor (ex officio),
  - dem Präsidenten von World Athletics als (ex officio)
  - und 13 anderen Mitgliedern zusammensetzt; die Amtszeit beträgt vier Jahre.
- den Ausschüssen, den Kommissionen und der Arbeitsgruppen, sowie
- dem Büro.

Der Kongress des EAA, der jedes ungerade Jahr im April stattfindet, besteht aus dem Rat und den Delegierten der Mitglieder, wobei jedes Mitglied eine Stimme hat.
Die Wahlen werden auf den gewöhnlichen Kongressen abgehalten.
Im Vorstand sitzen der Präsident, die Vizepräsidenten, der Generalsekretär und der Schatzmeister, welcher die EAA von rechts wegen darstellt.
Die europäische Kalenderkonferenz, an der die Delegierten der Mitglieder sowie der Vereine teilnehmen, wird jedes Jahr im Oktober oder November abgehalten und verabschiedet einen Zeitplan, nach dem Leichtathletikveranstaltungen geplant werden.

## Präsidenten

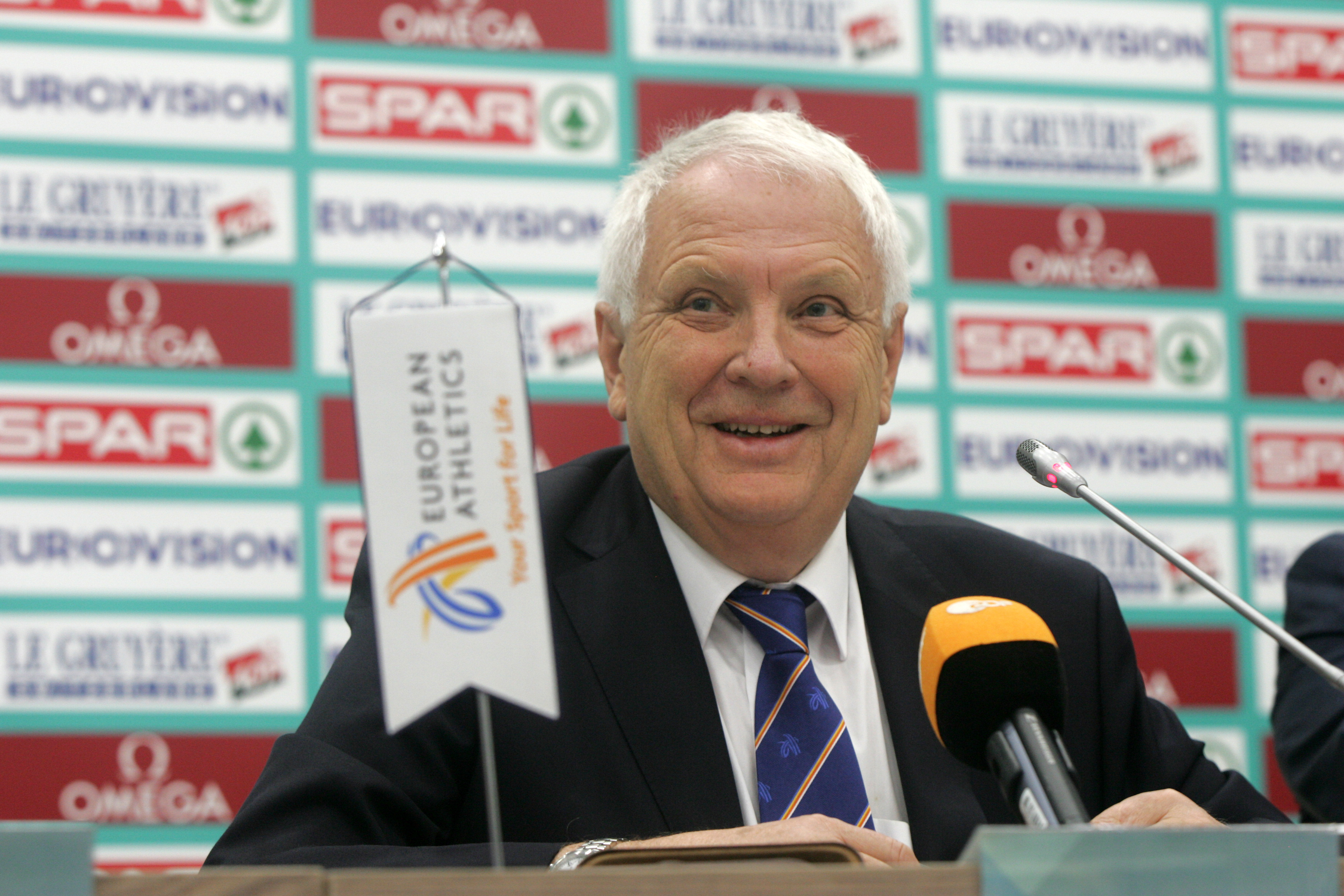
Svein Arne Hansen

| Amtszeit  | Name                 |
| --------- | -------------------- |
| 1969–1976 | Adriaan Paulen       |
| 1976–1987 | Arthur Gold          |
| 1987–1999 | Carl-Olaf Homén      |
| 1999–2015 | Hansjörg Wirz        |
| 2015–2020 | Svein Arne Hansen    |
| 2020–     | Dobromir Karamarinov |

## Ziele
Die selbst gesetzten Ziele der EAA sind nach eigenen Angaben z. B. die Bewahrung und Entwicklung von freundlicher und loyaler Kooperation zwischen allen Mitgliedern im Sinne der Leichtathletik, des Friedens und der Verständigung in Europa sowie die Steuerung aller technologischen, administrativen und finanziellen Dinge in Europa gemäß den Regeln von World Athletics. Zudem will die EAA ethische Werte im Sport fördern, gegen alle Formen von Doping sowie rassistischer, religiöser, politischer und anderer Diskriminierung vorgehen. Außerdem gilt die Aufmerksamkeit noch dem Abhalten aller europäischen Meisterschaften und anderer Leichtathletikveranstaltungen in Europa.

## Sportveranstaltungen
Folgende Sportveranstaltungen werden durch die European Athletic Association organisiert:
- Leichtathletik-Europameisterschaften (alle 2 Jahre)
- Leichtathletik-Halleneuropameisterschaften (alle 2 Jahre)
- Crosslauf-Europameisterschaften (jährlich)
- Leichtathletik-Team-Europameisterschaft (jährlich)
- Europa-Qualifikation für die Olympischen Jugendspiele (alle 4 Jahre)
- Leichtathletik-U23-Europameisterschaften (alle 2 Jahre)
- Leichtathletik-U20-Europameisterschaften (alle 2 Jahre)
- Leichtathletik-U18-Europameisterschaften (alle 2 Jahre)
- Berglauf-Europameisterschaften (jährlich)
- Leichtathletik-Europacup der Mehrkämpfer (jährlich)
- Geher-Europacup (alle 2 Jahre)
- Winterwurf-Europacup (jährlich)
- 10.000-Meter-Europacup (jährlich)
- European Champion Clubs Cup (jährlich)